# Amstel Gold Race
Az Amstel Gold Race a legjelentősebb holland országúti kerékpárverseny, a táv nagyjából 250 km. A verseny a tavaszi egynapos klasszikusok és a UCI ProTour versenyek közé tartozik, 2004-ig a világkupa része volt.

## Története
Az Amstel Gold Race-t 1966 óta rendezik meg, fő szponzora az Amstel holland sör. 2003-ig Maastricht környékén jelölték ki a pályát, ami elsősorban a sprintereknek kedvezett, hiszen zömmel sík terepen haladtak. 2003 óta a befutó Valkenburgban, a Cauberg rövid, ám meredek emelkedőjén van, ahol négy alkalommal rendeztek már világbajnokságot is. A versenyzők között a rekordot a holland Jan Raas tartja öt győzelmével.

## Dobogósok
| Év   | Győztes              | Második                  | Harmadik              |         |
| ---- | -------------------- | ------------------------ | --------------------- | ------- |
| 1966 | Jean Stablinski      | Bernard Van De Kerckhove | Jan Hugens            |         |
| 1967 | Arie den Hartog      | Cees Lute                | Harry Steevens        |         |
| 1968 | Harry Steevens       | Roger Rosiers            | Daniel Van Ryckeghem  |         |
| 1969 | Guido Reybrouck      | Jos Huysmans             | Eddy Merckx           |         |
| 1970 | Georges Pintens      | Willy Van Neste          | André Dierickx        |         |
| 1971 | Frans Verbeeck       | Gerben Karstens          | Roger Rosiers         |         |
| 1972 | Walter Planckaert    | Willy De Geest           | Joop Zoetemelk        |         |
| 1973 | Eddy Merckx          | Frans Verbeeck           | Herman Vanspringel    |         |
| 1974 | Gerrie Knetemann     | Walter Planckaert        | Walter Godefroot      |         |
| 1975 | Eddy Merckx          | Freddy Maertens          | Joseph Bruyère        |         |
| 1976 | Freddy Maertens      | Jan Raas                 | Luc Leman             |         |
| 1977 | Jan Raas             | Gerrie Knetemann         | Hennie Kuiper         |         |
| 1978 | Jan Raas             | Francesco Moser          | Joop Zoetemelk        |         |
| 1979 | Jan Raas             | Henk Lubberding          | Sven-Åke Nilsson      |         |
| 1980 | Jan Raas             | Alfons De Wolf           | Sean Kelly            |         |
| 1981 | Bernard Hinault      | Roger De Vlaeminck       | Alfons De Wolf        |         |
| 1982 | Jan Raas             | Stephen Roche            | Gregor Braun          |         |
| 1983 | Phil Anderson        | Jan Bogaert              | Jan Raas              |         |
| 1984 | Jacques Hanegraaf    | Kim Andersen             | Patrick Versluys      |         |
| 1985 | Gerrie Knetemann     | Jozef Lieckens           | Johnny Broers         |         |
| 1986 | Steven Rooks         | Joop Zoetemelk           | Ronny Van Holen       |         |
| 1987 | Joop Zoetemelk       | Steven Rooks             | Malcolm Elliott       |         |
| 1988 | Jelle Nijdam         | Steven Rooks             | Claude Criquielion    |         |
| 1989 | Eric Van Lancker     | Claude Criquielion       | Steve Bauer           |         |
| 1990 | Adrie van der Poel   | Luc Roosen               | Jelle Nijdam          |         |
| 1991 | Frans Maassen        | Maurizio Fondriest       | Dirk De Wolf          |         |
| 1992 | Olaf Ludwig          | Johan Museeuw            | Dmitri Konyschew      |         |
| 1993 | Rolf Järmann         | Gianni Bugno             | Jens Heppner          |         |
| 1994 | Johan Museeuw        | Bruno Cenghialta         | Marco Saligari        |         |
| 1995 | Mauro Gianetti       | Davide Cassani           | Beat Zberg            |         |
| 1996 | Stefano Zanini       | Mauro Bettin             | Johan Museeuw         |         |
| 1997 | Bjarne Riis          | Andrea Tafi              | Beat Zberg            |         |
| 1998 | Rolf Järmann         | Maarten den Bakker       | Michele Bartoli       |         |
| 1999 | Michael Boogerd      | Lance Armstrong          | Gabriele Missaglia    |         |
| 2000 | Erik Zabel           | Michael Boogerd          | Markus Zberg          |         |
| 2001 | Erik Dekker          | Lance Armstrong          | Serge Baguet          |         |
| 2002 | Michele Bartoli      | Szergej Ivanov           | Michael Boogerd       |         |
| 2003 | Alekszandr Vinokurov | Michael Boogerd          | Danilo Di Luca        |         |
| 2004 | Davide Rebellin      | Michael Boogerd          | Paolo Bettini         |         |
| 2005 | Danilo Di Luca       | Michael Boogerd          | Mirko Celestino       |         |
| 2006 | Fränk Schleck        | Steffen Wesemann         | Michael Boogerd       |         |
| 2007 | Stefan Schumacher    | Davide Rebellin          | Danilo Di Luca        |         |
| 2008 | Damiano Cunego       | Fränk Schleck            | Alejandro Valverde    |         |
| 2009 | Szergej Ivanov       | Karsten Kroon            | Robert Gesink         |         |
| 2010 | Philippe Gilbert     | Ryder Hesjedal           | Enrico Gasparotto     |         |
| 2011 | Philippe Gilbert     | Joaquim Rodríguez        | Simon Gerrans         |         |
| 2012 | Enrico Gasparotto    | Jelle Vanendert          | Peter Sagan           |         |
| 2013 | Roman Kreuziger      | Alejandro Valverde       | Simon Gerrans         |         |
| 2014 | Philippe Gilbert     | Jelle Vanendert          | Simon Gerrans         |         |
| 2015 | Michał Kwiatkowski   | Alejandro Valverde       | Michael Matthews      |         |
| 2016 | Enrico Gasparotto    | Michael Valgren          | Sonny Colbrelli       |         |
| 2017 | Philippe Gilbert     | Michał Kwiatkowski       | Michael Albasini      |         |
| 2018 | Michael Valgren      | Roman Kreuziger          | Enrico Gasparotto     |         |
| 2019 | Mathieu van der Poel | Simon Clarke             | Jakob Fuglsang        |         |
| 2020 | törölve              | törölve                  | törölve               | törölve |
| 2021 | Wout van Aert        | Thomas Pidcock           | Maximilian Schachmann |         |
| 2022 | Michał Kwiatkowski   | Benoît Cosnefroy         | Tiesj Benoot          |         |
| 2023 | Tadej Pogačar        | Ben Healy                | Thomas Pidcock        |         |
| 2024 | Thomas Pidcock       | Marc Hirschi             | Tiesj Benoot          |         |